# Vogue (tạp chí)
Vogue là một tạp chí thời trang bao gồm nhiều chủ đề khác nhau, bao gồm thời trang cao cấp, sắc đẹp, văn hóa, cuộc sống và sàn diễn. Có trụ sở tại One World Trade Center ở Khu Tài chính của Lower Manhattan, Vogue ra đời vào năm 1892 với tư cách là một tờ báo hàng tuần trước khi trở thành tạp chí hàng tháng nhiều năm sau đó. Kể từ khi thành lập, Vogue đã giới thiệu rất nhiều diễn viên, nhạc sĩ, người mẫu, vận động viên và những người nổi tiếng khác. Số báo lớn nhất được xuất bản bởi Vogue là ấn bản tháng 9 năm 2012, gồm 900 trang.
Tạp chí Vogue của Anh, ra mắt vào năm 1916, là ấn bản quốc tế đầu tiên, trong khi phiên bản tiếng Ý của tạp chí Vogue Italia đã được gọi là tạp chí thời trang hàng đầu thế giới. Tính đến hôm nay, Vogue đã có 26 ấn bản quốc tế.

## Lịch sử

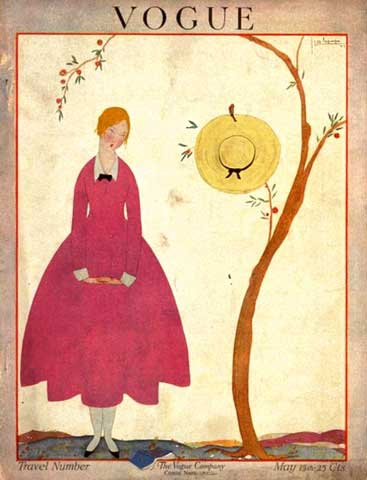
Bìa tạp chí tháng 5 năm 1917

Vào năm 1892 Arthur Baldwin Turnure thành lập Vogue như là một ấn phẩm hàng tuần tại Mỹ. Khi ông mất vào năm 1919, Condé Montrose Nast chuyển nó thành một tờ tạp chí và bắt đầu in. Ông thay đổi thời gian phát hành của nó thành 2 tuần một lần và bắt đầu xay dựng tên tuổi Vogue ở nước ngoài vào những năm 1910. Ông tới Anh đầu tiên và bắt đầu thành lập Vogue thứ hai tại đây, sau Anh Vogue lần lượt xuất hiện tại Tây Ban Nha, Pháp - nơi tạp chí này đã đạt được thành công lớn. Số lượng bán ra tăng nhanh chóng và lợi nhuận của tờ tạp chí này tăng lên đáng kể.